# إسكوبارية ولودة
إسكوبارية ولودة (الاسم العلمي:Escobaria vivipara) هي نوع من النباتات يتبع جنس الإسكوبارية من الفصيلة الصبارية،وهو يشبه الصبار قليلا.

## مرادفات
- ضرعاء ولودة
- كوريفانطة ولودة